# Ira Live
Ira Live – pierwszy album koncertowy w dorobku zespołu Ira. Koncert zespołu został zarejestrowany jesienią 1993 roku w warszawskim studiu S1. Koncert odbył się mimo poważnych kłopotów z głosem wokalisty Artura Gadowskiego, co zresztą słychać wyraźnie na płycie. Zespół zdecydował się na płytę koncertową po sukcesach, jakie odniosły dwa poprzednie krążki grupy: Mój dom oraz 1993 rok. Na krążku znalazły się cztery covery: „Come Together” The Beatles, „Hey Joe” Jimiego Hendriksa, „Oni zaraz przyjdą tu” Breakoutu oraz „Honky tonk woman” z repertuaru The Rolling Stones. Na koncercie zespół zagrał jeszcze „Highway to hell” AC/DC, „Knockin’ on Heaven’s Door” Boba Dylana i „Matyldę” Testu, ale utwory te nie trafiły na krążek. Zespół zagrał także własne przeboje z trzech płyt.
Premiera dzieła odbyła się tego samego roku w grudniu. Koncert promujący odbył się w warszawskim klubie „Alcatraz”. Ira wystąpiła w odbywającej się cyklicznie co wtorek „Muzycznej Sceny Teleexpressu”. Po tym koncercie zespół ruszył w minitrasę, promując swe najnowsze wydawnictwo. Krążek przypadł fanom do gustu. Produkcją płyty zajmował się, ponownie, producent Leszek Kamiński. Płyta ukazała się na rynku nakładem firmy Akar, której współwłaścicielem był gitarzysta zespołu Kuba Płucisz. Także i ta firma fonograficzna wydała reedycję płyty, która nastąpiła w 1995 roku.
Artur Gadowski o płycie „Live”:

Zarzuca się nam że nagraliśmy płytę Live, a później ją poprawialiśmy. Ale na całym świecie robi się w ten sposób... Ja wtedy miałem koszmarne zapalenie gardła, ledwo mówiłem tego dnia. Ale – wiadomo termin... Następnego dnia pani doktor chciała mnie wysłać do psychiatry, gdy dowiedziała się, że w takim stanie śpiewałem... Mimo wszystko to fajna płyta, bo my na koncertach po prostu gramy piosenki które sprawiają nam przyjemność.

Kuba Płucisz o płycie „Live”:

Come Together nagraliśmy z Niemenem i Kupczykiem w lutym 91 roku, a ta wersja koncertowa jest właściwie identyczna. Jak już mówiłem – jesteśmy kolegami i jak ktoś chce grać jakiś numer to go gramy. Come Together było Gadzia, bo lubi Beatlesów, i właściwie mógłby ich cały czas słuchać... To dzieje się na naturalnej zasadzie. W numerze Stonesów (Honky tonk women) lecimy standardowym brzmieniem naszych gitar, i żadne nowe riffy się nie pojawiają. Z płyty koncertowej jesteśmy mniej zadowoleni, bo dużo lepsza atmosfera byłaby w jakimkolwiek domu kultury. Strażnicy w telewizji chcieli sadzać ludzi, nie pozwalali im tańczyć. Ciężko nam było ich przekonać, żeby pozwolili ludziom stać.

## Lista utworów
1. „Intro 1993 ’rok” (Ira) – 1:22
2. „Mój dom” (K.Płucisz – K.Płucisz) – 2:21
3. „Sen” (P.Łukaszewski – A.Gadowski) – 3:19
4. „Nie zatrzymam się” (Ira) – 3:57
5. „California” (P.Łukaszewski – A.Gadowski) – 4:16
6. „Oni zaraz przyjdą tu” (T.Nalepa – B.Loebl) – 2:45 (Breakout)
7. „Adres w sercu” (K.Płucisz – A.Gadowski / A.Senar) – 4:09
8. „Płonę” (W.Owczarek / P.Sujka – A.Gadowski) – 3:38
9. „Deszcz” (P.Łukaszewski – A.Gadowski) – 4:47
10. „Sex” (P.Łukaszewski – A.Gadowski) – 4:05
11. „Nadzieja” (P.Łukaszewski – L.Mróz) – 4:36
12. „Come together” (J.Lennon – P.McCartney) – 3:42 (The Beatles)
13. „Twój cały świat” (P.Łukaszewski – M.Kraszewski / J.Pyzowski) – 1:25
14. „Bierz mnie” (K.Płucisz – A.Gadowski) – 4:27
15. „Wiara” (P.Łukaszewski – P.Łukaszewski) – 5:14
16. „Wyznanie” (P.Łukaszewski – A.Gadowski) – 4:39
17. „Hey Joe” (Public Domain – Ar.J.Hendrix) – 4:57 (Jimi Hendrix)
18. „Honky tonk woman” (M.Jagger – K.Richards) – 3:47 (The Rolling Stones)

- (W nawiasach wymienieni są twórcy utworów)

## Utwory niezamieszczone na płycie
1. „Highway to hell” (Angus Young / Malcolm Young / Bon Scott – Bon Scott) (AC/DC)
2. „Knockin’ on Heaven’s Door” (Bob Dylan) (Bob Dylan)
3. „Matylda” (Rajko – Szop) (Test)

## Twórcy
Ira
- Artur Gadowski – śpiew
- Wojtek Owczarek – perkusja
- Piotr Sujka – gitara basowa, chór
- Kuba Płucisz – gitara rytmiczna, chór
- Piotr Łukaszewski – gitara prowadząca, chór

Koncert w Studio S-1 przygotowali
- Elżbieta Pobiedzińska – kierownictwo produkcji
- Leszek Kamiński – produkcja, nagranie (realizator)
- Robert Mościcki – asystent realizatora
- Grzegorz Piwkowski – mastering
- Wojciech Przybylski, Krzysztof Audycki, Mirosław Jeziołkowski – realizacja dźwięku na koncercie
- Krzysztof Audycki
- Jerzy Stępkowski, Arkadiusz Skowroński, Jan Chomka – obsługa techniczna koncertu
- Kazimierz Buczek – światła
- Paweł Skrzypek – technik gitarowy
- Jarosław Drąg – śrubokręty do bębnów
- Wiesław Bąk – kierowca
- Mustang Poland – główny sponsor zespołu Ira

## Wydania albumu

### Płyta kompaktowa
| Kraj wydania | Wydawca | Rok wydania | Numer katalogowy | Opis albumu                                                                             |
| ------------ | ------- | ----------- | ---------------- | --------------------------------------------------------------------------------------- |
| Polska       | Akar    | 1993        | AATZ 016         | Oryginalne wydanie albumu, które ukazało się na gwiazdkę 1993 roku, nakładem firmy Akar |
| Polska       | Akar    | 1995        | AKCD-102         | Reedycja albumu wydana w 1995 roku, przez firmę Akar. Płyta różni się okładką.          |

## Status
- Złota płyta

## Sprzęt
Kuba Płucisz:
- Hamer Californian Custom Elite
- Hughes and Kettner Acces Preamp
- Carwer PM-1200
- Samson „Concert 2” Transmiter
- Hughes and Kettner Cabinet

Piotr Łukaszewski:
- Mesa „Dual Rectifier”
- Fender Stratocaster
- Fender Richi Sambora Stratocaster
- Samson „Concert 2” Transmiter
- Hughes and Kettner Cabinet

Piotr Sujka:
- Music Man „String Ray 5” Bass
- Hartke 7000 Bass System
- Samson „Concert 2” Transmiter

Wojtek Owczarek:
- Yamaha Rock Tour Power Custon
- Paiste
- Zildjian Remo Gładek